# مانه‌ویره
مانه‌ویره شهری در شهرستان کیندی در استان بولکیمده در بورکینافاسوی غربی مرکزی است جمعیت آن ۲۱۷۵ نفر است.